# María Belón
María Belón (Madrid, 12 de mayo de 1966) es una doctora española, MBA por la escuela de negocios Esade y Psicoterapeuta Humanista Gestalt, conocida por sobrevivir al tsunami del océano Índico de 2004 cuando estaba de vacaciones en Tailandia con su marido Enrique «Quique» Álvarez y sus tres hijos Lucas, Simón y Tomás. Resultó gravemente herida en el tsunami y estuvo al borde de la muerte.
En la película Lo imposible (2012) fue interpretada  por Naomi Watts, quien recibió una nominación al Oscar como mejor actriz por su actuación.

## Biografía

### El tsunami

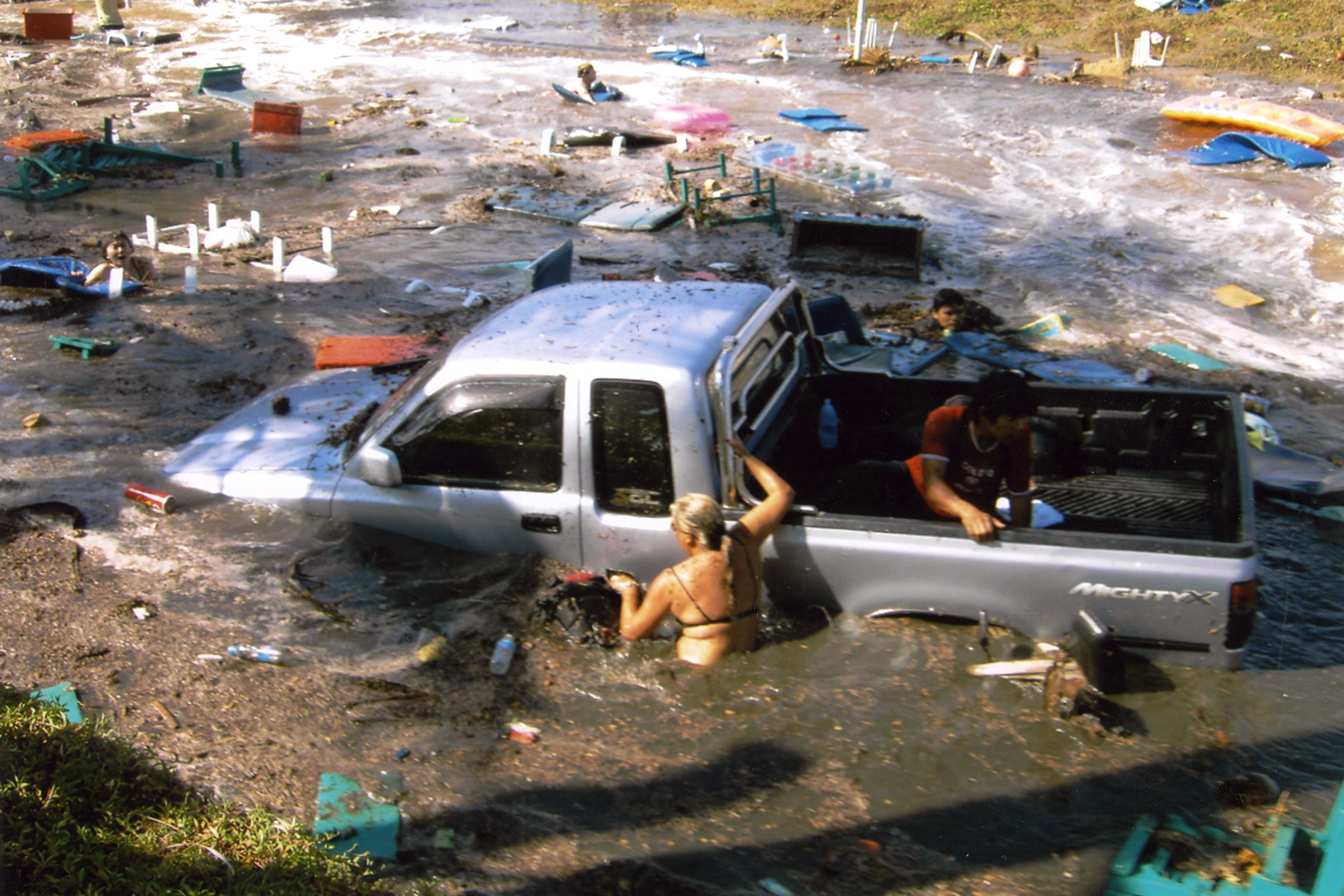
Personas tratando de sobrevivir al tsunami de 2004 en Khao Lak (Tailandia).

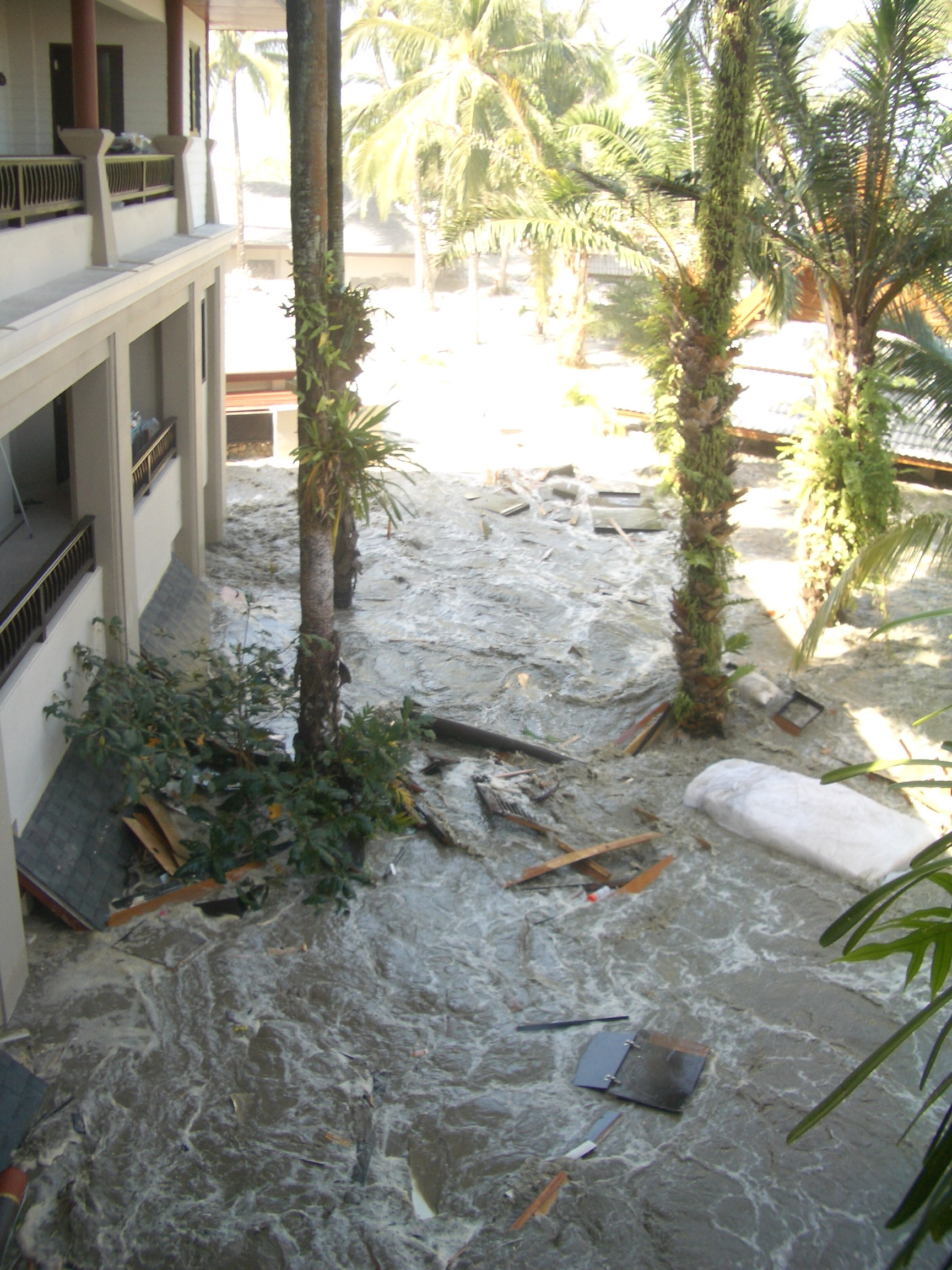
Las olas entrando en un hotel de Khao Lak.

El 26 de diciembre de 2004, María estaba leyendo una novela española, La sombra del viento, junto a la piscina en un resort en Khao Lak, Tailandia, mientras sus tres hijos, Lucas (10), Tomás (8) y Simón (5) se bañaban en el agua. Belón y su marido estaban de vacaciones de Navidad; habían pasado la víspera desenvolviendo regalos, incluyendo un telescopio y una pelota de la tienda de regalos del hotel. En cuestión de minutos sus vidas cambiaron para siempre. "De repente oímos un ruido horrible, como el sonido de miles de grandes aviones", dijo. 
Momentos después, la familia Álvarez Belón fue arrastrada por la fuerza torrencial del tsunami del océano Índico de 2004. Cuando María estaba siendo arrastrada por el agua encontró a su hijo mayor Lucas. Entre los dos se ayudaron mutuamente para poder sobrevivir hasta que fueron encontrados por unos nativos que se encargaron de que María fuera al hospital junto a su hijo. En su estancia en el hospital Lucas se dedicó a ayudar a la gente a intentar encontrar a sus familiares.
Por otra parte Quique, el marido de María, se encuentra con sus dos hijos pequeños Tomás y Simón a los que manda a un refugio para él poder seguir buscando a María y Lucas. A Tomás y Simón se los llevan en un coche con un grupo de niños. Simón se bajó en el hospital en el que estaban María y Lucas. El padre llegó finalmente a ese hospital después de buscar por varios más.
María fue llevada al hospital general de Singapur para proseguir con el proceso de curación ya que sufría politraumatismos internos.

### Carrera
María estuvo muy involucrada en la realización de Lo imposible y estuvo en el set en Tailandia para la filmación de la película, en los mismos lugares del tsunami. María eligió a Naomi Watts para representarla en la película, afirmando que Watts era su actriz favorita después de ver la película 21 gramos. También colaboró en la redacción del guion.
María ha aparecido en numerosos programas de televisión, entre ellos Charlie Rose y The View, hablando de la experiencia vivida durante el tsunami y su implicación en la realización de la película. Ha sido muy franca en cuanto a que su historia de supervivencia no es la única, sino que ella es una de los muchos que sufrieron y sobrevivieron. Actualmente es conferencista y psicoterapeuta. María ha declarado lo siguiente sobre su experiencia: 

«El tsunami fue un regalo para aprender a valorar la vida. Toda mi vida es tiempo extra. No hay ninguna diferencia entre yo, una mujer española llamada María que está viva, y miles de madres que se encuentran bajo el mar. Yo no merezco estar con vida, pero la vida no es justa. Siento dolor y compasión por tantos otros que no sobrevivieron o perdieron a sus seres queridos. Toda mi historia está en mi cuerpo. Y es maravilloso, porque significa que estoy viva».